# Dost Mohammad Khan
Pour les articles homonymes, voir Khan (homonymie).
Ne doit pas être confondu avec Dost Mohammad Khan Baloch.
Dost Mohammed Khan (ou Muhammed ou encore Mohammad دوست محمد خان), né le 23 décembre 1793 et mort le 9 juin 1863, fils de Sardar Payinda Khan Mohammedzai († 1800) et petit-fils de Hadjdji Jamal Khan († 1770), est émir d'Afghanistan de 1826 à 1839 et de 1842 jusqu'à sa mort. Il fonde la dynastie des Mohammedzai ou Barakzai qui dirigera l'Afghanistan jusqu'en 1973.

## Biographie
Le frère ainé de Dost Mohammad, Fatteh Khan, contribue à l'arrivée sur le trône de Mahmud Khan en 1800 et la restauration de son pouvoir en 1809. En dépit de ses services, Mahmud Khan assassine Fatteh Khan en 1818, suscitant une profonde inimitié dans sa tribu. Un conflit sanglant s'ensuit, restreignant les possessions de Mahmud à la seule ville d'Hérat, le reste du pays étant divisé entre les frères de Fatteh Khan. Dost Mohammad affirme son pouvoir en tant que premier souverain des Barakzai, en prenant possession en 1826 de Ghazni, de Jalalabad et de Kaboul, la capitale, notamment grâce à l'appui des Qizilbash.
Dès le début de son règne, il est confronté à Ranjît Singh, raja sikh du Pendjab, qui instrumentalise le prince déchu Shah Shuja. En 1834, Shuja tente de reprendre son royaume, mais il est défait par Dost Mohammad devant les murs de Kandahar. Ranjit Singh en profite cependant pour annexer Peshawar, au grand dam de l'émir afghan.
Cherchant à regagner cette contrée, Dost Mohammad sait qu'il ne peut guère compter sur les Britanniques, liés au Penjab par un traité (il en avait été informé par Alexander Burnes lors du premier séjour de ce dernier à Kaboul en mai 1832). Il tente donc de se rapprocher de l'Empire russe, qui lui envoie le capitaine Yan Vitkevich. Mais Dost Mohammad semble en fait tenter d'obtenir l'aide des Britanniques en jouant sur leur crainte de le voir accepter l'alliance russe. Il accueille en effet de nouveau Alexander Burnes à Kaboul en 1837, alors que Vitkevich est encore en route. Burnes, cependant, ne parvient pas à intercéder en sa faveur auprès du gouverneur lord Auckland. Il est signifié à Dost Mohammad Khan d'abandonner toute prétention sur Peshawar, et de placer sa politique étrangère sous la tutelle britannique, en échange d'une promesse de protection de Ranjit Singh, qu'il ne craint pas.
Il réagit à cette proposition en se rapprochant des Russes en 1838. Lord Auckland lève alors des troupes contre lui, c'est le début de la première guerre anglo-afghane.
En mars 1839, les forces britanniques menées par Willoughby Cotton (en) franchissent la passe de Bolan, pour atteindre Kandahar le 26 avril. Shuja Shah est proclamé émir et entre dans Kaboul le 7 août, tandis que Dost Mohammad se réfugie dans les montagnes de l'Hindou Kouch. Il doit se constituer prisonnier le 4 novembre 1840 et reste captif jusqu'à l'automne 1842, après la retraite de l'armée anglaise commandée par William Elphinstone et la reconquête de Kaboul, grâce à son fils Wazir Akbar Khan.
Accueilli en triomphe à Kaboul à son retour, il réaffirme son pouvoir et son hostilité envers les Britanniques et s'allie avec les Sikhs. Néanmoins, il recentre ses ambitions sur l'Afghanistan après la défaite de ses alliés au Gujarat en 1849. En 1850, il s'empare de Balkh et prend le contrôle du sud de l'Afghanistan en 1854 en prenant Kandahar.
Le 30 mars 1855, Dost Mohammad change de politique en concluant une alliance offensive et défensive avec le gouvernement britannique, qui finit par admettre son autorité. En 1857, il déclare la guerre à la Perse, conjointement avec ses nouveaux alliés. En juillet, il conclut un traité qui lui permet de placer la province d'Hérat sous commandement Barakzai. Il demeure neutre lors de la révolte des cipayes, mais est bientôt confronté à des émeutes à Hérat et à Boukhara. En 1862, une armée perse profite de ces troubles pour se diriger vers Kandahar. À la tête de son armée, il la repousse, mais trouve subitement la mort en pleine victoire, le 9 juin 1863. Il nomme son troisième fils, Sher Ali Khan, pour lui succéder sur le trône afghan.